# Левин, Виктор Иосифович
Виктор Иосифович Левин (01.12.1909, Могилев — 03.11.1986, Москва) — советский математик, доктор физико-математических наук (1939), профессор (1939), зав. кафедрой математической физики МГПИ (1961−1985).

## Биография
Окончил Высшее техническое училище в Берлине (1932) и аспирантуру Кембриджского университета. Ученик Г. Харди. Несколько лет преподавал в Калькуттском университете.
Преподаватель, зав. кафедрой высшей математики МЭИ (1938—1949), Пензенского индустриального института (1949—1951), Московского заочного педагогического института (1951—1959), Московского института стали (1959—1962).
В 1961—1985 гг. зав. кафедрой математической физики МГПИ.
Ранние работы посвящены исследованию теории однолистных функций, позже изучал асимптотические разложения функций и функциональные неравенства. Усилил ряд точных неравенств (в том числе точное неравенство Гильберта). Уточнил двупараметрическое неравенство Гильберта, доказательство точных неравенств, обобщающих неравенств Карлсона.
Доктор физико-математических наук (1939), профессор (1939).

## Сочинения
- Элементы операционного исчисления. М., 1948;
- Дифференциальные уравнения математической физики / в соавт. с Ю. И. Гросбергом. М., 1951;
- Функции комплексного переменного и их приложения / в соавт. с Б. А. Фуксом М. ; Л., 1951;
- Методические указания к программе по курсу «Математический анализ»: для 1-го курса физ.-мат. факультетов педагогических ин-тов. М., 1955;
- Методы математической физики. М., 1956;
- Методы математической физики: учеб. пос. для физ.-мат. факультетов педагогических ин-тов. М., 1956;
- Уравнения математической физики. М., 1964.